# Christoffel Jacobsz van der Laemen
Christoffel Jacobsz van der Laemen, né à Bruxelles en 1606 et mort à Anvers le 22 septembre 1651, est un artiste-peintre flamand.

## Biographie

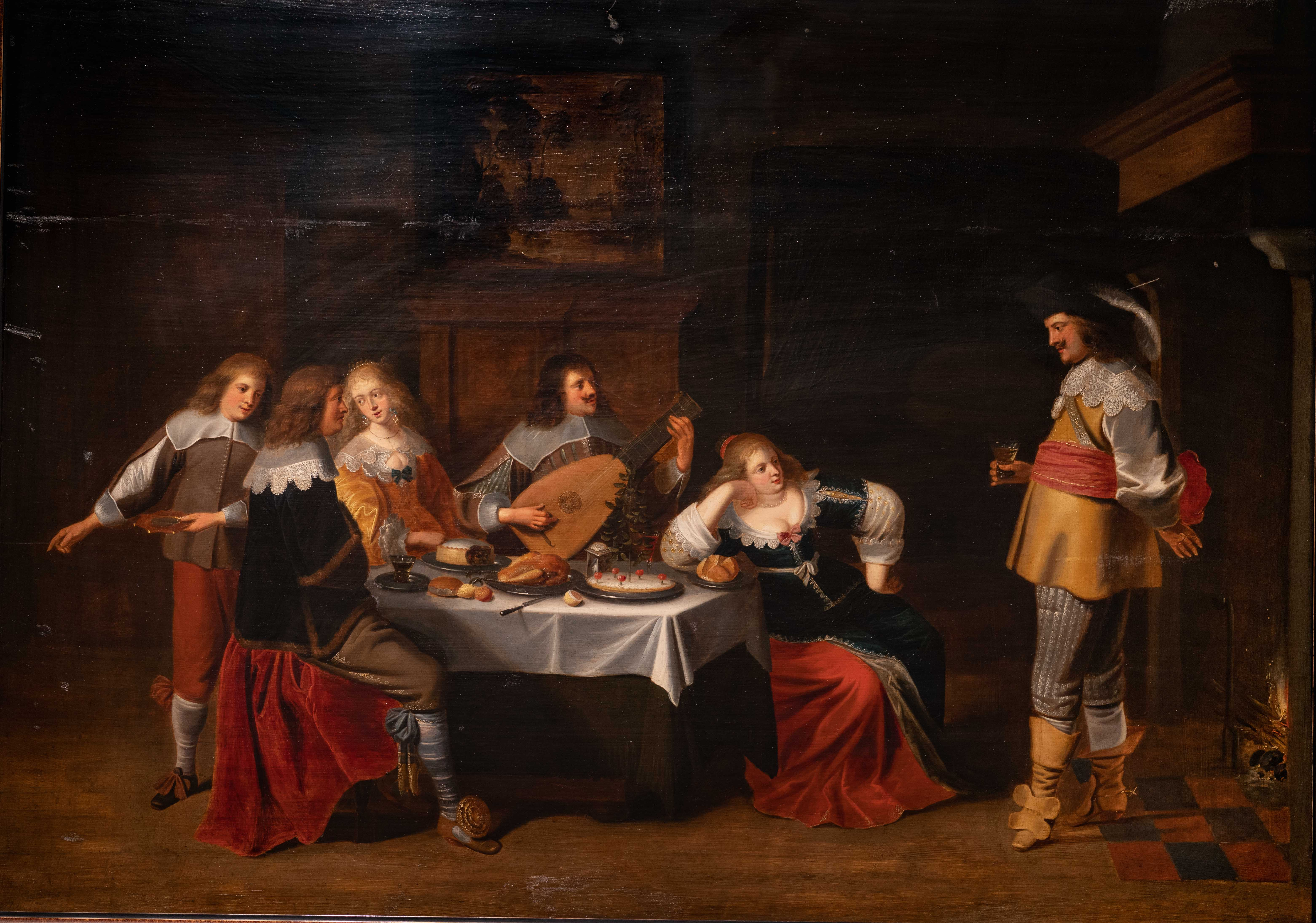
Le concert, Christoffel Jacobsz van der Laemen, huile sur panneau, circa 1640, col.priv.

Fils du peintre Jacob van der Lamen (1584-1624) et d'Anne Dirickx, Christoffel se spécialisa dans un domaine particulier de la scène de genre, dit Gezelschappen ; il s'agit de la représentation d'assemblées occupées à boire, manger, jouer de la musique, ou danser ; on appelait alors ces peintures « scènes de conversations ». Ce type de représentation est moins courant à son époque en Flandre que dans la peinture des Provinces Unies, où David Vinckboons, Dirck Hals, Pieter Codde, Anthonie Palamedes, Jan Steen, entre autres, ont produit de nombreux tableaux sur ces sujets.
Christoffel Jacobsz van der Lamen fut l’élève de Frans Francken le Jeune (1581-1642) ; il eut lui-même pour élève Jérôme Janssens (1624-1693), qui peignit aussi des réunions galantes ; celui-ci était surnommé « le Danseur ». 
Christoffel Jacobsz van der Lamen épousa Maria Michielsen en 1642; le peintre Paul Rijckaert et le prêtre Adriaen Michielsen furent leurs témoins. En 1636, Christoffel est enregistré à la guilde de Saint-Luc à Anvers, comme maître de scènes de collations. Selon Arnold Houbraken, son père travailla avec lui sur ses premières "joyeuses compagnies".

## Œuvres et fortune critique

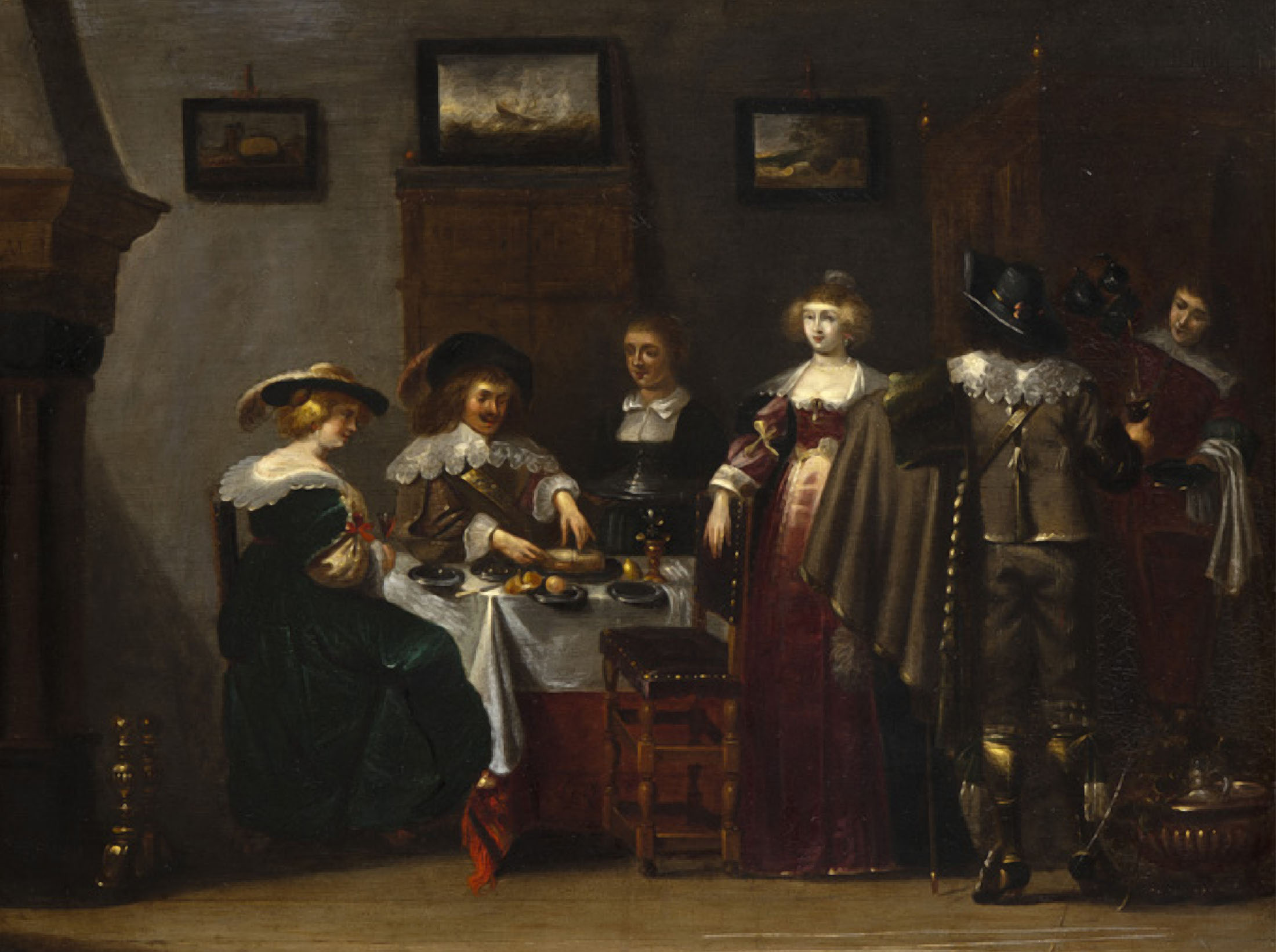
Compagnie élégante dans un intérieur, Christoffel Jacobsz van der Laemen, peinture sur cuivre, col. priv. ; référencé vente Piasa, Paris, 19 juin 2013

Ses œuvres montrent un étroit parallélisme avec certaines « joyeuses compagnies » de Dirck Hals. Van der Lamen, cependant, travaille dans un style pictural plus rapide et plus souple, avec un empâtement épais. Les contours du décor restent vagues, et cet effet de sfumato met en relief les personnages représentés. On reproche parfois aujourd’hui à Christoffel Jacobsz van der Lamen d’avoir trop produit, tout au long de sa carrière, et d’avoir « développé un style stéréotypé. Il propose toujours les mêmes convives élégamment vêtus, réunis à l'occasion d'un repas, qui s'adonnent aux joies de la conversation galante, dans un intérieur bourgeois agrémenté de peintures. Musique, jeu et boisson sont bien sûr les compléments indispensables à la fête ».
Au XVIIIe siècle on lui reprochait plutôt de traiter certains sujets licencieux. 
Denis Papillon de La Ferté (en 1776) parle du « mauvais usage qu’il a fait des dons qu’il avoit reçus de la nature, & la trop grande liberté qu’il a quelquefois donné à son pinceau » ; mais il reconnaît néanmoins, pour les tableaux dont les sujets ne le choquent pas, que « La naïveté & la variété qui règne dans ses ouvrages, soit dans le dessin, soit dans le coloris, la délicatesse & la légèreté du pinceau, donnent à ses compositions un mérite qui le place au rang des meilleurs maîtres de l’École de Flandre. Cet artiste possédoit au suprême degré l’art du clair-obscur, & représentoit souvent des scènes de nuit, qu’il éclairoit par la lumière des flambeaux, & où il réussissoit d’une manière singulière. »
Des œuvres de Christoffel Jacobsz van der Lamen sont conservées :
- au Musée du Louvre de Paris
- au Musée Ingres de Montauban
- au Musée des beaux-arts de Strasbourg
- au Musée des Beaux-Arts de Lille
- au Musée des beaux-arts de Rouen
- au Musée M, Louvain